# 424
Період падіння Західної Римської імперії. У Східній Римській імперії триває правління Феодосія II. У Західній правління Іоанна, значна частина території окупована варварами, зокрема в Іберії утворилося Вестготське королівство. У Китаї правління династії Лю Сун. В Індії правління імперії Гуптів. У Японії триває період Ямато. У Персії править династія Сассанідів.
На території лісостепової України Черняхівська культура. У Північному Причорномор'ї готи й сармати. Історики VI століття згадують плем'я антів, що мешкало на території сучасної України приблизно з IV сторіччя. З'явилися гуни, підкорили остготів та аланів й приєднали їх до себе.

## Події
- Імператор Східної Римської імперії Феодосій II призначає 5-річного Валентиніна III імператором Західної Римської імперії.
- Узурпатор Іоанн посилає Флавія Аеція до гунів за підмогою. Флавій Аецій домовився з вождями гунів про значні військові сили.
- Війська Східної імперії входять у Північну Італію й зупиняються в Аквілеї.